# Neunkirchen (Saar) Hauptbahnhof
Neunkirchen (Saar) Hauptbahnhof is een spoorwegstation in de Duitse plaats Neunkirchen (Saarland). Het station behoort tot de Duitse stationscategorie 3. Het station werd in 1852 geopend.